# Никаб

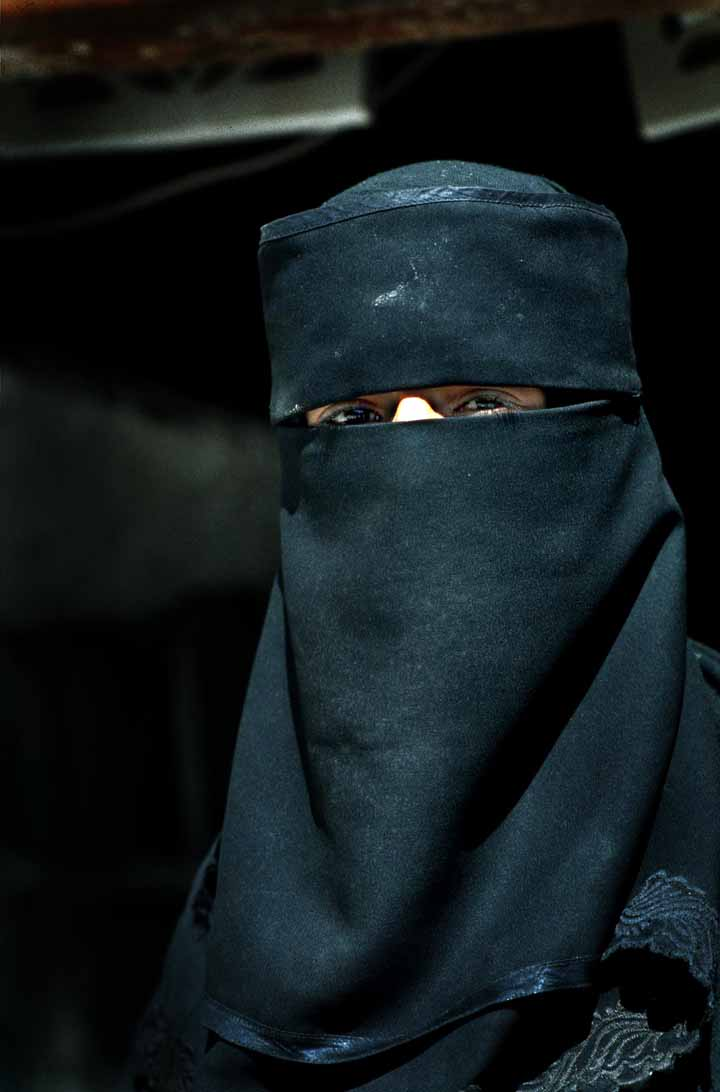
Женщина в никабе, Йемен

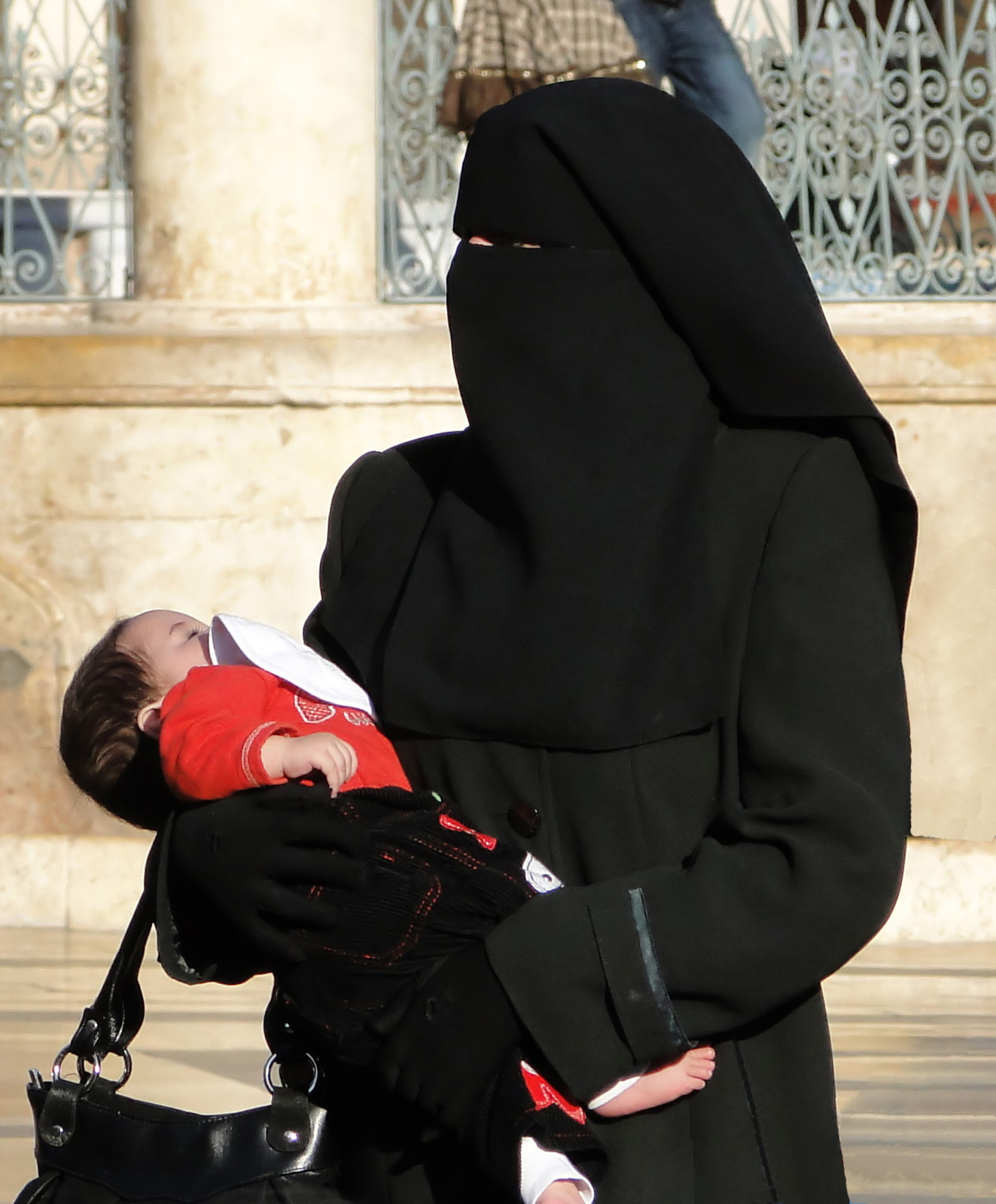
Женщина в никабе в Алеппо

Ника́б (араб. نقاب‎ — «покрывало») — традиционный женский головной убор, закрывающий лицо, с узкой прорезью для глаз. Как правило, изготавливается из ткани чёрного цвета.
Появился в Неджде в доисламские времена, однако в современности никаб носят почти исключительно мусульманки, считающие его лучшим видом хиджаба. При этом консенсус исламских теологов заключается в том, что скрывать лицо женщинам не требуется, и большинство мусульманок предпочитает головные уборы другого типа.
Никаб следует отличать от других женских мусульманских головных уборов, закрывающих лицо, например, от распространённой в Средней Азии и Афганистане паранджи. Ношение одежды, скрывающей лицо, практикуется по разным причинам, среди которых местные традиции и обычаи, защита лица от песка, пыли, яркого солнечного света.

## Строение никаба
Простейший никаб состоит из налобной повязки (полоски из плотной ткани, завязывающейся на лбу с помощью тесемок сзади) и пришитых к налобной повязке двух прямоугольных платков. Один платок пришивается к налобной повязке снизу и лишь по краям — он должен ниспадать на лицо таким образом, чтобы оставалась прорезь для глаз. Второй большой платок пришивается без всяких прорезей — он должен полностью закрывать волосы женщины.
Иногда к той же налобной повязке крепится ещё один кусок лёгкой прозрачной ткани — он образует вуаль и закрывает глаза.

## Различные точки зрения мусульман на ношение никаба
С точки зрения шариата, обязательным для женщины является ношение хиджаба. По мнению Кардави, ношение никаба не является обязательным или желательным для женщины, а относится к категории допустимого. Традиция полного закрытия лица не относится к обязательным предписаниям ислама.

## Отношениесветскихвластей к ношению никаба
- В 1928 г. король Афганистана Аманулла издал указ о снятии чадры.

## Законодательный запрет ношения
- Бельгия: Закон, запрещающий ношение «любой одежды, которая закрывает большую часть лица», был принят 28 апреля 2011 года в Бельгии. Нарушителям грозит штраф до 137 евро, а рецидивистам — неделя тюрьмы[2][3].
- Италия: Вслед за Францией подобный закон пытаются принять в Италии[4].
- Республика Конго: В 2015 году ношение никаба и бурки было запрещено в общественных местах в Республике Конго[5].
- Тунис: После двух терактов, произошедших в центре Туниса в конце июня 2019 года, премьер-министр Туниса Юсеф Шахед подписал указ запрещающий женщинам носить никабы в государственных учреждениях[6].
- Франция: 14 сентября 2010 Сенатом Франции после долгих дебатов был одобрен Закон о запрете ношения паранджи, хиджаба и никаба[7]. В 2014 году Европейский суд по правам человека решил, что запрет в публичных местах одежды, скрывающей лицо, не нарушает Европейскую конвенцию о правах человека[8].
- Швейцария: В сентябре 2013 года жители кантона Тичино стали первыми в Швейцарии, проголосовавшими за запрет на ношение паранджи и никаба в общественных местах. В пользу этого запрета высказалось около 65 % участников кантонального референдума[9].

## Никаб в иудаизме
В современном Израиле существует крошечная маргинальная группа ультраортодоксальных женщин, практикующих ношение никаба. Данная традиция не имеет никаких исторических корней и не основана на постановлениях иудейских вероучителей, а является проявлением ригоризма в соблюдении принципа «цниут» (צניעות — «скромность»). Представительницы данной группы встречаются в Иерусалиме и его пригородах, населенных ультраортодоксами (Бейт-Шемеш, Тель-Монд и др.). Традиция ношения никаба подвергается серьёзной критике как у светского населения, так и со стороны ультраортодоксальных раввинов. Йеменские еврейки практиковали (до репатриации их общины в Израиль) ношение никаба так же, как и арабские женщины.